# Sébastien Buemi
Sébastien Buemi, född 31 oktober 1988 i Aigle, är en schweizisk racerförare som tävlar för Toyota Gazoo Racing i Sportvagns-VM och Nissan e.dams i Formel E. Han är även reservförare för Red Bull Racing och var tidigare ordinarie förare hos Toro Rosso i Formel 1.
Buemi vann Sportvagns-VM 2014 och 2018/2019 samt mästerskapet i Formel E säsongen 2015/2016. Han har vunnit Le Mans 24-timmars 4 gånger: 2018, 2019, 2020 och 2022.

## Karriär
Buemi gick 2004 från karting till Formel BMW. År 2004 körde han för Lars Kaufmann Motorsport och slutade trea i mästerskapet. Året efter körde han för ADAC Berlin-Brandenburg e.V. med en andraplats i totalen. År 2006 körde Buemi bland annat Masters of Formula 3 där han kom trea sammanlagt. 
Buemi blev tvåa i Formula 3 Euro Series 2007. Han fick även samma år köra 11 deltävlingar i GP2 Series för ART Grand Prix, dock utan större framgång. Arden International blev Buemis stall 2008 och han körde både i GP2 Asia Series och GP2 Series för Arden med en andra respektive sjätteplats i förarmästerskapet.
Buemi var även test- och reservförare för formel 1-stallet Red Bull under 2008. Säsongen 2009 kontrakterades Buemi som förare för Red Bulls systerstall Toro Rosso. Han tog poäng i sitt debutlopp i Australien 2009. Han stannade i Toro Rosso fram till 2011. År 2012 var han åter tillbaka som test- och reservförare för Toro Rosso och är kvar i stallet 2019.
Sedan 2012 Kör Buemi Sportvagns-VM för Toyotas fabriksstall Toyota Gazoo Racing. Han vann mästerskapet 2014 samt har vunnit klassens prestigetävling, Le Mans 24-timmars 2018 och 2019, båda gångerna tillsammans med japanen Kazuki Nakajima och den tvåfaldige formel 1-världsmästaren Fernando Alonso.
Vid sidan av Sportvagns-VM och rollen som testförare hos Red Bull Racing kör Buemi sedan säsongen 2014/2015 Formel E, en serie han vann 2015/2016.

## Privatliv
Buemi är gift och bor i Monaco. Han bodde tidigare i Manama i Bahrain. Han är kusin med Natacha Gachnang.

## F1-karriär
| Säsong            | Stall/Tillverkare  | Placering         | Lopp | Poäng | Etta | Tvåa | Trea | Pole | Varv |
| ----------------- | ------------------ | ----------------- | ---- | ----- | ---- | ---- | ---- | ---- | ---- |
| 2009              | Toro Rosso-Ferrari | 16                | 17   | 6     | 0    | 0    | 0    | 0    | 0    |
| 2010              | Toro Rosso-Ferrari | 16                | 19   | 8     | 0    | 0    | 0    | 0    | 0    |
| 2011              | Toro Rosso-Ferrari | 15                | 19   | 15    | 0    | 0    | 0    | 0    | 0    |
| Sammanlagt (2011) | Sammanlagt (2011)  | Sammanlagt (2011) | 55   | 29    | 0    | 0    | 0    | 0    | 0    |